# HaYud-Alef-Stadion
Das HaYud-Alef-Stadion (hebräisch אִצְטַדְיוֹן הַיּוֹד אָלֵף Itzṭadjōn haJōd-Alef, deutsch ‚Stadion der Elf‘, umgangssprachlich auch … יוּד … … Jūd …) ist ein Fußballstadion in der israelischen Großstadt Aschdod. Der Fußballverein MS Aschdod nutzt die Anlage für seine Heimspiele. 

## Geschichte
1966 fand die Eröffnung statt. Das Stadion fasst 7800 Zuschauer. Der Name des Stadions (deutsch „Stadion der Elf“), der 1972 vergeben wurde, bezieht sich auf die elf Athleten, die beim Münchner Olympia-Attentat ermordet wurden.

### Neubau
Seit Anfang 2023 wird nördlich des Stadtzentrums in einem neugeschaffenen Gewerbe- und Wohngebiet namens Lachish Park ein neues Fußballstadion errichtet. Der Neubau mit 20.000 Plätzen liegt nur rund 800 m nördlich vom alten HaYud-Alef-Stadion entfernt. Das Stadion soll 311 Mio. NIS (rund 84,25 Mio. Euro) kosten. Finanziert wird dies durch die Stadt, die nationale Lotterie und den Verkauf des alten Stadions. Der vom Architekturbüro Goldschmidt, Arditty, Ben Nayim (GAB Architects) entworfene Stadionbau zeigt eine rautenförmige Fassade im Weiß, die den Bau umhüllt und in die Überdachung der Ränge übergeht. Der Gesamtplan sieht den Bau eines kompletten Sportkomplexes mit einer Mehrzweckhalle für 5000 Zuschauer, ein Schwimmbecken mit olympischen Ausmaßen und Trainingsplätzen vor. Der Hauptnutzer wird der MS Aschdod. Der endgültige Name des Stadions steht noch nicht fest, man hofft einen Namenssponsor zu finden. Nach der Fertigstellung soll die alte Spielstätte abgerissen und das Gelände für Wohnbauprojekte genutzt werden. Die Bauarbeiten wurden durch den Terrorangriff der Hamas am 7. Oktober 2023 und dessen Folgen, die nördliche Grenze des Gazastreifens ist rund 30 km von Ashdod entfernt, nicht beeinträchtigt. Der Bau sollte schon Ende 2018 beginnen und 2022 abgeschlossen sein. Damals lagen die geschätzten Kosten bei 290 Mio. NIS (78,56 Mio. Euro).